# 작은일본관박쥐
작은일본관박쥐(Rhinolophus cornutus)는 관박쥐과에 속하는 박쥐의 일종이다. 일본에서 발견되며, 중국에서도 서식하는 것으로 추정된다. 자연 서식지는 온대 기후 지역의 숲이다. 서식지 감소로 위협을 받고 있다. 국제 자연 보전 연맹(IUCN)이 아직 보전 등급을 지정하고 있지 않다.